# Alexander Wunsch
Alexander Wunsch (* 23. September 1961 in Heidelberg) ist ein deutscher Arzt. Er hat sich als Lichttherapeut, Wissenschaftler und Sachbuchautor auf die Erforschung der Auswirkungen von Licht auf die menschliche Gesundheit spezialisiert. Zu seinen Tätigkeitsfeldern gehören die Lichttherapie und Chromotherapie sowie die lichtbiologische Forschung. Ein besonderer Schwerpunkt liegt auf der wissenschaftlichen Beratung von Industrieunternehmen im Hinblick auf die physiologischen und medizinischen Wirkungen von Licht.

## Leben
Ab 1982 studierte Alexander Wunsch Humanmedizin, von 1985 bis 1989 an der Ruprecht-Karls-Universität in Heidelberg. Von 1999 bis 2023 war er als Arzt in einer eigenen Privatpraxis niedergelassen. 2017 promovierte er an der TU Dresden zur Reaktion lebender Bindegewebszellen auf Lichtimpulse. Seit 2024 arbeitet er in Haßloch. 
Ab 2007 war Wunsch Präsident der International Light Association, einer internationalen Organisation zur Förderung der Lichttherapie. Er ist Mitglied der Deutschen Akademie für Photobiologie und Phototechnologie (DAfP), der deutschen Lichttechnischen Gesellschaft (LiTG) und war Lehrbeauftragter für den Themenbereich "Light and Health" im internationalen Master-Studiengang "Architectural Lighting Design" der Hochschule Wismar. Bis 2023 war er stellvertretender Geschäftsführer der Max Lüscher Stiftung.
Alexander Wunsch lebt mit seiner Frau in Haßloch.

## Werk
Wunschs Publikationen thematisieren die Lichttherapie, die Chronobiologie und die Rolle von künstlichem und natürlichem Licht für den menschlichen Organismus. Seine Arbeiten versuchen das Verständnis dafür zu vertiefen, wie das Licht die biologische Uhr und verschiedene physiologische Prozesse des Menschen beeinflusst. Als wissenschaftlicher Berater und Erfinder ist er an der Entwicklung von Produkten und Technologien zur Verbesserung der Gesundheit und des menschlichen Wohlbefindens beteiligt.
In zahlreichen Zeitungsartikeln und Interviews – so zum Beispiel in Die Welt, Westdeutsche Allgemeine Zeitung und im ZDF Nachtstudio – hat sich Wunsch für ein Beibehalten der Glühbirne ausgesprochen und vor den gesundheitlichen Gefahren der Energiesparlampen gewarnt. Er setzt auf die Heilkraft des natürlichen Lichts und auf die stetige Verbesserung des Kunstlichts, um gesundheitliche Risiken zu minimieren.
Wunsch gilt als einer der führenden Licht-Experten in Deutschland. Er hält Vorträge über Lichttherapie, Photobiologie und Biophysik.

## Veröffentlichungen (Auswahl)
- Das Wendepunkt-Buch 1. Beiträge zur Naturheilkunde und Alternativmedizin. Herausgegeben von Ralph Cosack. Wendepunkt Verlag, Hamburg 1994, ISBN 978-3-93039-700-6.
- Farbe und Gesundheit. Die Aufgaben der Farbe als Therapie- und Gestaltungsmittel. Herausgegeben von Roland Aull, Barbara Diethelm. (Darin drei Kapitel von Alexander Wunsch). Callwey Verlag, München 2004, ISBN 978-3-7667-1606-4.
- Farbe Licht Gesundheit. Herausgegeben von Roland Aull. (Darin zwei Kapitel von Alexander Wunsch). Verlag Farbe und Gesundheit, Frammersbach 2006, ISBN 3-939946-00-1.
- Vitamin D Update 2012 Von der Rachitisprophylaxe zur allgemeinen Gesundheitsvorsorge. Herausgegeben von Jörg Reichrath, Bodo Lehmann, Jörg Spitz. (Darin das Kapitel Zur biologischen Wirkung von Sonnenlicht von Alexander Wunsch). Dustri Verlag Dr. Karl Feistle, Oberhaching 2011, ISBN 978-3-87185-413-2.
- A Controlled Trial to Determine the Efficacy of Red and Near-Infrared Light Treatment in Patient Satisfaction, Reduction of Fine Lines, Wrinkles, Skin Roughness, and Intradermal Collagen Density Increase (zusammen mit Karsten Matuschka). Photomed Laser Surg 32, S. 93–100, 2014.
- Sunlight and Vitamin D: Necessary for Public Health. Baggerly, C. A. et al. J. Am. Coll. Nutr. 34, S. 359–365, 2015.
- SpektroChrom Farbbrillen-Handbuch. Verlag ZukunftSehen e.V., München 2016, ISBN 978-3-00053-277-1.
- Lichttherapie – Die Medizin der Zukunft. Mit Gregor Wilz, Anja Füchtenbusch, Christian Dittrich-Opitz, Thomas Klein, Hans Stormer. Vianova Verlag, Petersberg 2017, ISBN               978-3-86616-371-3.
- Entwicklung einer faseroptischen Anordnung zur automatisierten vitalmikroskopischen Untersuchung der Phototaxis von 3T3-Zellen der Maus. Dissertation, Dresden 2017.
- Die Kraft des Lichts. Warum wir gutes Licht brauchen und schlechtes Licht uns krank macht. Riva Verlag, München 2019, ISBN 978-3-74230-911-2.